# 'т-Гантьє (Оверейсел)
'т-Гантьє (нід. 't Haantje) — селище в нідерландській провінції Оверейсел. Входить до муніципалітету Гарденберг.
Нараховує близько 25 будинків.